# Thermosphaeroma
Thermosphaeroma é um género de crustáceo da família Sphaeromatidae.
Este género contém as seguintes espécies:
- Thermosphaeroma cavicauda
- Thermosphaeroma dugesi
- Thermosphaeroma macrura
- Thermosphaeroma milleri
- Thermosphaeroma smithi
- Thermosphaeroma subequalum
- Thermosphaeroma thermophilum